# Eagle Creek (Oregón)
Eagle Creek es un área no incorporada ubicada en el condado de Clackamas en el estado estadounidense de Oregón. Eagle Creek se encuentra al sur de Riverside.

## Geografía
Eagle Creek se encuentra ubicado en las coordenadas 45°21′28″N 122°21′42″O / 45.35778, -122.36167.